# Varufetischism
Varufetischism är en teori lanserad av Karl Marx i det första bandet av Kapitalet, vilket utgavs år 1867. Teorin handlar om att varor under kapitalismen produceras på grund av sitt bytesvärde och inte som tidigare för sitt bruksvärde. Marx hävdar därmed att varornas naturliga egenskaper blir oviktiga. Det avgörande blir bytesvärdet; att en vara kan bytas mot pengar.
Till följd av detta tar sig relationerna mellan människor alltmer tingliga former. I Historia och klassmedvetande från 1923 utvecklar den tysk-ungerske filosofen Georg Lukács Marx teori och utvecklar begreppet reifikation. Den franske filosofen Guy Debords bok Skådespelssamhället från 1967 fördjupar denna analys.